# Círio da Prata Grande

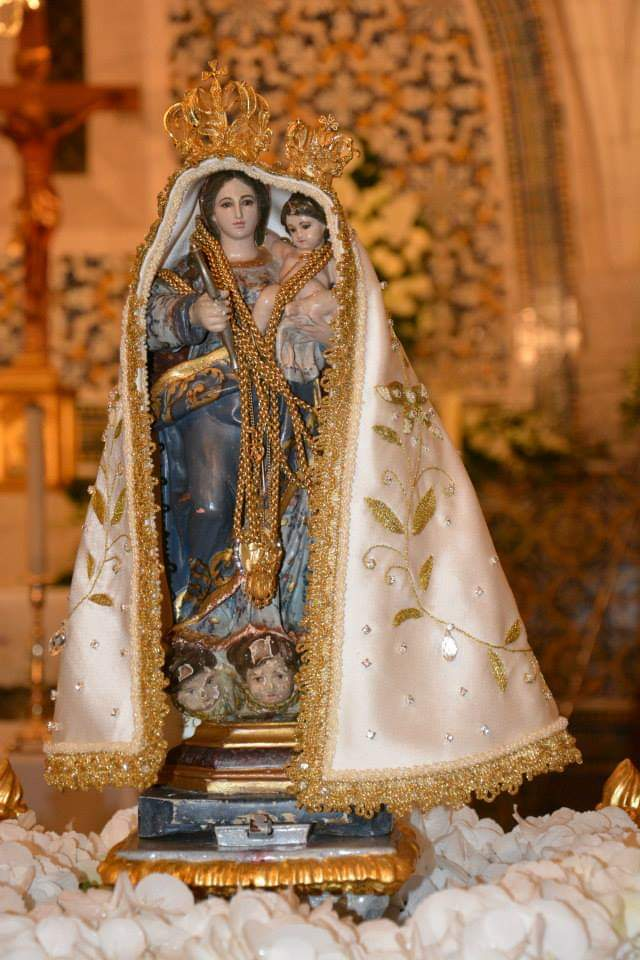
Imagem de Nossa Senhora da Nazaré do Círio da Prata Grande.

O Círio da Prata Grande ou Círio da Prata Grande de Nossa Senhora da Nazaré é uma manifestação religiosa cristã de devoção a Nossa Senhora da Nazaré, que ocorre em Portugal, percorrendo dezassete freguesias da região oeste: treze no concelho de Mafra (Cheleiros, Encarnação, Ericeira, Carvoeira, Alcainça, Sobral da Abelheira, Santo Estêvão das Galés, Gradil, Azueira, Enxara do Bispo, Igreja Nova, Mafra e Santo Isidoro), três no concelho de Sintra (Montelavar, Terrugem e São João das Lampas) e uma no concelho de Torres Vedras (São Pedro da Cadeira).
A imagem de Nossa Senhora da Nazaré percorre as dezassete freguesias, permanecendo um ano em cada uma delas, entre Agosto e Setembro do ano seguinte.
É, juntamente com o Círio de Olhalvo, em Alenquer, um dos dois círios de Nossa Senhora da Nazaré que ainda subsistem em Portugal e que todos os anos se deslocam à Nazaré.
Cada freguesia que recebe a imagem de Nossa Senhora da Nazaré é responsável pela peregrinação anual à Nazaré antes de a entregar à freguesia seguinte. Essa peregrinação recebe o nome de Círio, devido ao facto de se deixar no Santuário da Nazaré uma vela - círio - que permanece acesa até ao ano seguinte.
As festas das freguesias dividem-se em duas: a festa dos velhos ou dos casados e a festa dos novos ou dos solteiros. A comissão desta última deve assegurar a organização da próxima recepção à imagem da Virgem, passados os 17 anos do giro.

## História

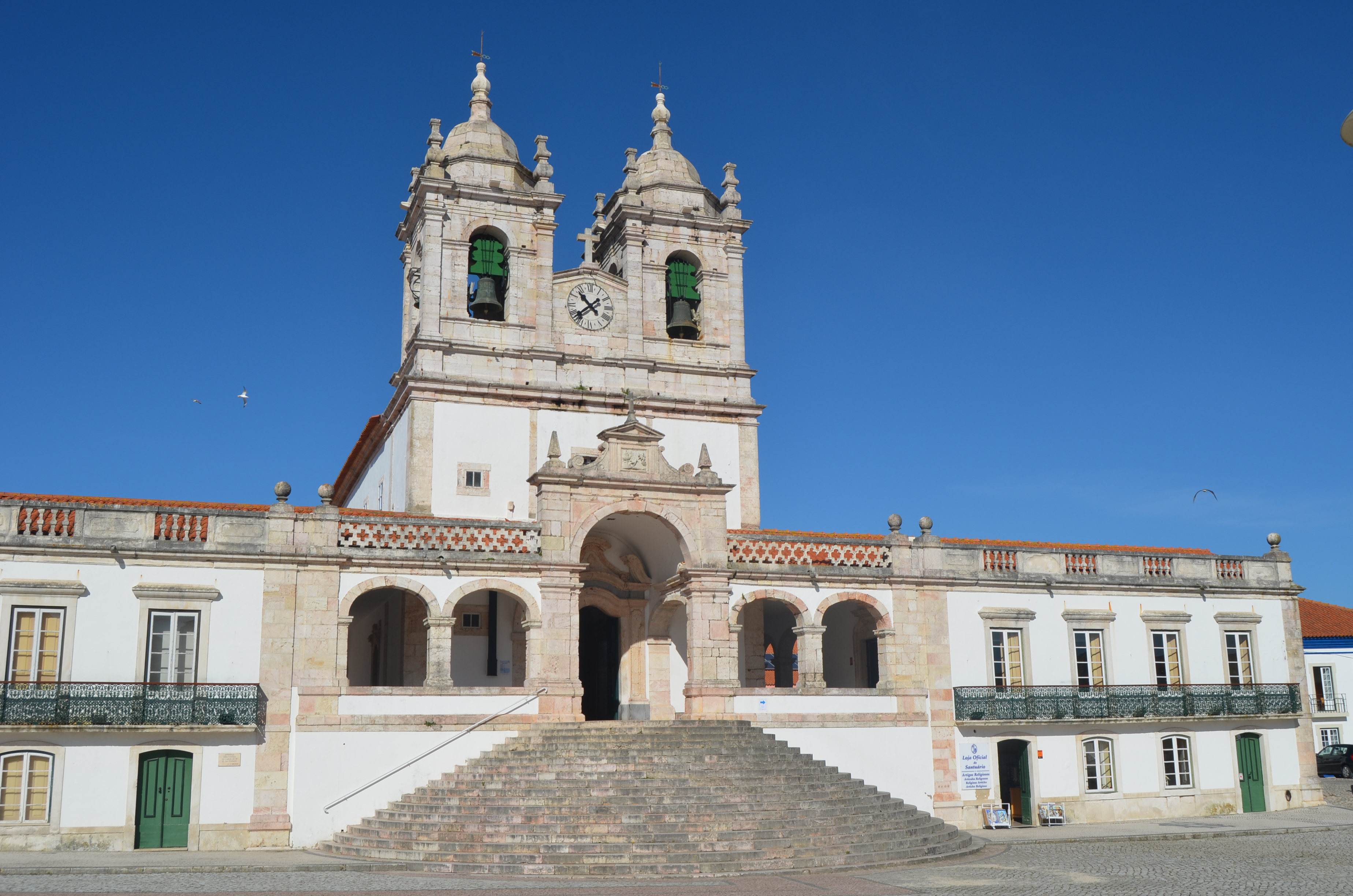
Santuário de Nossa Senhora da Nazaré.

Segundo a tradição, o Círio da Prata Grande tem origem num voto feito por João Manuel, do lugar do Penedo da Arrifana, freguesia da Igreja Nova, que, de acordo com o Dr. Bento Franco, terá ocorrido entre 1658 e 1662.
Reza a história que, estando a descansar à sombra de uma árvore, João Manuel terá presenciado a passagem de uma caravana de romeiros que regressavam do Sítio da Nazaré, dos quais terá escutado a narração dos imensos milagres obrados por intermédio da Senhora de Nazaré, entre os quais o do cavaleiro D. Fuas Roupinho, a quem tinha salvado da morte. 
"Lembrando-se que a sua mulher era muito doente havia já muitos anos, pediu-lhes que o deixassem ir com eles, pois não sabia o caminho. Os peregrinos anuíram a tal pedido, e logo combinaram o encontro" do ano seguinte. Na data combinada rumou ao Sítio da Nazaré, prometendo então, ali, que se a Virgem intercedesse pela saúde de sua esposa, se deslocaria nos anos seguintes ao seu templo, para pagar tal graça. 
Tendo obtido a graça solicitada, caminhou para o santuário "com o seu burrinho quatro anos a fio, levando uma bandeira que de volta depositava na sua igreja até ao ano seguinte".

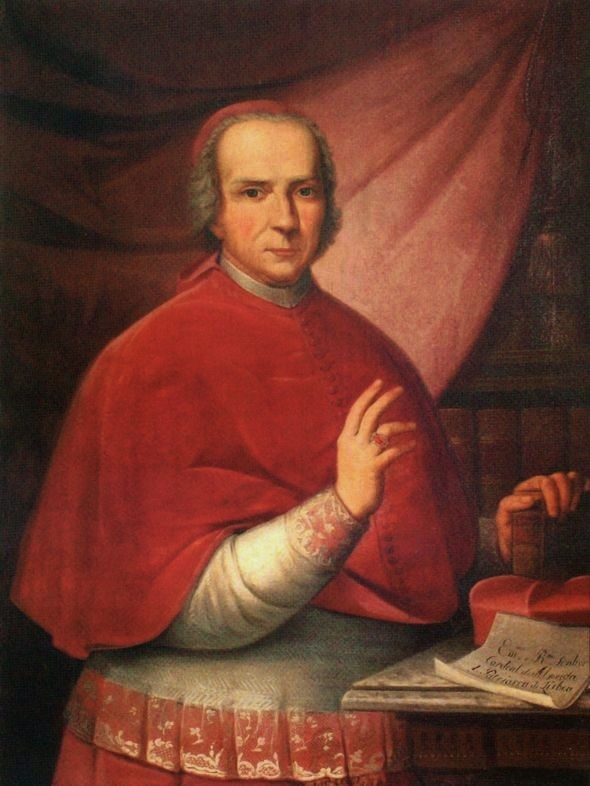
D. Tomás de Almeida, Cardeal-Patriarca de Lisboa.

Nessas suas peregrinações ao templo da Nazaré começaram a juntar-se-lhe os povos da freguesia da Igreja Nova, de onde era natural, e, em seguida, o da freguesia de Mafra, tendo esta abandonado para tal o giro da Virgem do Cabo Espichel, "no qual estava, havia 263 anos".
A estas freguesias seguiram-se as restantes freguesias que hoje compõem o Círio. 
Em 1732 foi obtida Provisão do Cardeal Patriarca de Lisboa, D. Tomás de Almeida, que veio a constituir a base canónica do Círio.
Tradicionalmente, a Comissão de Honra da Vila de Mafra era presidida pelo chefe de estado, como Juiz honorário. Sabe-se que os reis D. Luís e D. Manuel II, o Infante D. Augusto e o Presidente da República, Almirante Américo Tomás, entre outros, foram juízes honorários.

## Exposições
Entre 6 de Maio e 6 de Agosto de 2011 esteve patente ao público na Sacristia da Real Basílica de Mafra a exposição “Tesouros de Devoção – A Prata Grande e as Irmandades de Mafra”, organizada pela Irmandade do Santíssimo Sacramento de Mafra. A exposição reuniu, pela primeira vez, o espólio do Círio da Prata Grande e peças do século XIV ao século XIX, provenientes das colecções da Irmandade do Santíssimo Sacramento, da Paróquia de Santo André de Mafra, da Santa Casa da Misericórdia de Mafra e de outras Irmandades, entretanto extintas .